# Морарь Наталія Григорівна
Наталія Григорівна Морарь (рум. Natalia Morari; нар. 12 січня 1984, Котовськ, Молдавська РСР, СРСР) — молдовська журналістка. Здобула популярність як політичний оглядач журналу «Новий час». Скандальна публікація Морарь 2007 року «Чорна каса Кремля» призвела до чотирирічної заборони на в'їзд у Росію. З 2011 до 2012 року ведуча ток-шоу «Фабрика» на молдовському телеканалі Publika TV. З 2013 по 2017 рік вела передачу «Політика», а також З 2015 по 2017 рік вела передачу «Інтерпол» на телевізійному каналі TV7. З 2017 по 2018 рік вела передачу «Політика» на телевізійному каналі TV8. З 2018 року веде передачу «Політика Наталії Морарь» на телевізійному каналі TV8.

## Біографія
Наталія Морарь народилася 12 січня 1984 року в Котовську (нині Хинчешти), Молдавська РСР. Навчалася в російсько-румунському ліцеї «Гаудеамус», після закінчення якого в 2002 році переїхала до Москви і вступила на соціологічний факультет МДУ. Закінчила університет з відзнакою у 2007 році.

## Кар'єра

### В Росії
У 2005 році Морарь була одним з творців позапартійного молодіжного руху «Демократична альтернатива» (ДА!). З вересня 2005 по серпень 2006 працювала у фонді «Відкрита Росія» в якості координатора проекту «Школи публічної політики». З серпня 2006 — прес-секретар коаліції «Інша Росія».
У лютому 2007 року розпочала співпрацю з журналом «Новий час» в якості стажиста; тоді ж залишила членство в політичних організаціях, так як «вважала для себе неприпустимим бути журналістом і одночасно прес-секретарем в якійсь із політичних організацій». З липня 2007 стала штатним кореспондентом відділу політики. Публікації Морарь були присвячені проблемам корупції в Росії. Вона, зокрема, писала про вбивство банкіра Андрія Козлова і про справи, що пов'язані з відмиванням грошей, які, на її думку, були залучені австрійський Raiffeisen Zentralbank і російський банк «Дисконт»; також згадувалося ім'я генерал-лейтенанта Олександра Бортникова, тоді заступника директора ФСБ і начальника Департаменту економічної безпеки ФСБ. У листопаді 2007 року опублікувала серію статей про незаконну фінансову діяльність державного Всеросійського центру вивчення громадської думки.

#### Депортація і заборона на в'їзд у Росію
10 грудня 2007 року в журналі «Новий час» опублікована стаття «Чорна каса Кремля» — про фонд, через який, на думку Морарь, під час парламентських виборів 2007 року незаконно поставлені у залежність всі основні політичні партії Росії від «Єдиної Росії» до опозиційних партій СПС і «Яблуко». За оцінкою журналістки, відсікання від партій самостійного пошуку спонсорів допомогло «Єдиній Росії» здобути переконливу перемогу, а решту змусило стримати власну опозиційність.
16 грудня Морарь поверталася в Росію з тижневої відрядження в Ізраїль. При проходженні паспортного контролю в аеропорту Домодєдово їй було оголошено, що їй, за рішенням ФСБ, заборонений в'їзд в Росію. Їй довелося відлетіти в Кишинів. Морарь не була громадянкою Росії; вона подала документи для отримання російського громадянства відразу після закінчення МДУ, а отримати громадянство повинна була в квітні 2008 року.
17 січня 2008 року в посольстві Росії у Молдові Наталії Морарь повідомлено, що їй заборонений в'їзд в Росію «з метою забезпечення обороноздатності чи безпеки держави» згідно з пунктом 1 статті 27 Федерального закону «Про порядок виїзду з РФ і в'їзду в РФ».
23 лютого, незважаючи на попередження МЗС Росії про те, що шлюб з російським громадянином з правової точки зору ситуацію не змінить, Морарь зареєструвала шлюб зі своїм колегою — журналістом «Нового часу», громадянином Росії Іллею Барабановим. 27 лютого пара прилетіла в Москву з Кишинева, однак Наталі запропоновано повернутися в Кишинів. Подружжя залишилося в зоні прикордонного контролю, де провели ніч. До них пропустили адвоката і представників журналу. 28 лютого Морарь і Барабанов продовжували перебувати в транзитній зоні аеропорту Домодєдово по своїй волі. Їм не обмежили можливість пересування і зв'язку. 1 березня вони повернулися в Кишинів.
5 червня в Мосміськсуді розглянута скарга Морарь на відмову у в'їзді на територію Росії.
21 серпня Наталії Морарь відмовлено в російському громадянстві. Причина — заклики до повалення конституційного ладу Російської Федерації насильницькими методами і загроза безпеці держави. За повідомленням радіостанції «Ехо Москви», в кінці серпня Морарь подала позов в Європейський суд з прав людини.
19 травня 2009 року Конституційний суд Російської Федерації виніс ухвалу № 545-О-О : Відмовити в прийнятті до розгляду скарги громадянки Морарь Наталії Григорівни, оскільки вона не відповідає вимогам Федерального конституційного закону «Про Конституційний Суд Російської Федерації», згідно з якими скарга в Конституційний Суд Російської Федерації визнається допустимою. Також, на думку Конституційного Суду: Федеральний законодавець був вправі передбачити оспорюване обмеження щодо в'їзду іноземних громадян та осіб без громадянства на суверенну територію Російської Федерації, а сам по собі пункт 1 частини першої статті 27 Федерального закону «Про порядок виїзду з Російської Федерації та в'їзду в Російську Федерацію» конституційні права громадянки Республіки Молдова Н.Г. Морарь не порушує.  Двоє суддів Конституційного суду виступили проти такого рішення, а суддя Анатолій Кононов написав з цього приводу «Особлива думка», в якому стверджував, що «оспорювані в цій справі положення Закону, як і сформована практика його застосування, суперечать конституційним гарантіям прав і свобод і не залишають заявниці жодних шансів на ефективний захист від свавілля і на справедливий судовий розгляд».
26 березня 2012 року Наталії Морарь вдалося повернутися в Росію, але сталося це лише після того, як головний редактор «Нового часу» Євгенія Альбац, перебуваючи в лютому в Сочі на зустрічі головних редакторів ЗМІ, особисто просила президента Росії Дмитра Медведєва посприяти вирішенню цього питання.
З Іллею Барабановим вони розлучилися.

### У Молдові
У 2008-2009 роках очолювала фонд Think Moldova. За власним визнанням, брала участь в організації акцій протесту 6 квітня 2009 року після парламентських виборів в Молдавії, що переросли потім у масові заворушення в Кишиневі 7 квітня.